# Boroșneu Mare (gmina)
Boroșneu Mare – gmina w Rumunii, w okręgu Covasna. Obejmuje miejscowości Boroșneu Mare, Boroșneu Mic, Dobolii de Sus, Leț, Țufalău i Valea Mică. W 2011 roku liczyła 3097 mieszkańców.